# Orcajo
Orcajo là một đô thị ở tỉnh Zaragoza, Aragon, Tây Ban Nha. Theo điều tra dân số 2004 của Viện thống kê Tây Ban Nha (INE), đô thị này có dân số là 39 người. Diện tích đô thị này là 28 ki-lô-mét vuông.Đô thị này nằm cách thủ phủ Zaragoza 95 km.